# ماكومب
ماكومب (مسيسيبي) (بالإنجليزية: McComb, Mississippi)‏ هي مدينة تقع في الولايات المتحدة في مقاطعة بايك (مسيسيبي).  يقدر عدد سكانها بـ 13,644 نسمة ومساحتها 30.1 كم2  وترتفع عن سطح البحر 129 متر.

## التركيبة السكانية
حدّد مكتب تعداد الولايات المتحدة بيانات التركيبة السكانية لماكومب في تعداد الولايات المتحدة. في ما يلي، التركيبة السكانية حسب تعدادي 2000 و2010.

### تعداد عام 2000
بلغ عدد سكان ماكومب 13,337 نسمة بحسب تعداد عام 2000، وبلغ عدد الأسر 5,265 أسرة وعدد العائلات 3,411 عائلة مقيمة في المدينة. في حين سجلت الكثافة السكانية 435 نسمة لكل كيلومتر مربع (1,126.6/ميل2). وبلغ عدد الوحدات السكنية 5,931 وحدة بمتوسط كثافة قدره 193.4 لكل كيلومتر مربع (500.9/ميل2).
وتوزع التركيب العرقي للمدينة بنسبة 40.14% من البيض و58.40% من الأمريكيين الأفارقة و0.07% من الأمريكيين الأصليين و0.49% من الأمريكيين ذوي الأصول الآسيوية و0.03% من سكان جزر المحيط الهادئ و0.38% من الأعراق الأخرى و0.48% من عرقين مختلطين أو أكثر و0.85% من الهسبانيون أو اللاتينيون من أي عرق.
بلغ عدد الأسر 5,265 أسرة كانت نسبة 38.2% منها لديها أطفال تحت سن الثامنة عشر تعيش معهم، وبلغت نسبة الأزواج القاطنين مع بعضهم البعض 35.5% من أصل المجموع الكلي للأسر، ونسبة 25.3% من الأسر كان لديها معيلات من الإناث دون وجود شريك،  بينما كانت نسبة 4% من الأسر لديها معيلون من الذكور دون وجود شريكة وكانت نسبة 35.2% من غير العائلات. تألفت نسبة 32% من أصل جميع الأسر من عدة أفراد يعيشون في نفس المنزل ونسبة 15% كانت تتألف من شخص يعيش بمفرده يبلغ من العمر 65 عاماً أو أكثر. وبلغ متوسط حجم الأسرة المعيشية 2.47، أما متوسط حجم العائلات فبلغ 3.13.
بلغ العمر الوسطي للسكان 34.7 عاماً. وكانت نسبة 28.9% من القاطنين تحت سن الثامنة عشر، وكانت نسبة 9.4% بين الثامنة عشر والرابعة والعشرين عاماً، ونسبة 24.7% كانت واقعةً في الفئة العمرية ما بين الخامسة والعشرين والرابعة والأربعين عاماً، ونسبة 19.8% كانت ما بين الخامسة والأربعين والرابعة والستين، ونسبة 14.5% كانت ضمن فئة الخامسة والستين عاماً فما فوق. يوجد لكل 100 أنثى 80.0 ذكر، ويوجد لكل 100 أنثى في الثامنة عشر من عمرها فما فوق 73.9 ذكر.
بلغ متوسط دخل الأسرة في المدينة 22,644 دولارًا، أما متوسط دخل العائلة فبلغ 27,758 دولارًا. وكان متوسط دخل الذكور 27,899 دولارًا مقابل 17,402 دولارًا للإناث. وسجل دخل الفرد الخاص بالمدينة 13,790 دولارًا. وكانت نسبة 27.4% من العائلات ونسبة 31% من السكان تحت خط الفقر، وكان من هؤلاء نسبة 44% تحت سن الثامنة عشر ونسبة 21.3% في الخامسة والستين من العمر وما فوق.

### تعداد عام 2010
بلغ عدد سكان ماكومب 12,790 نسمة بحسب تعداد عام 2010، وبلغ عدد الأسر 5,073 أسرة وعدد العائلات 3,159 عائلة مقيمة في المدينة. في حين سجلت الكثافة السكانية 417.2 نسمة لكل كيلومتر مربع (1,080.5/ميل2). وبلغ عدد الوحدات السكنية 5,825 وحدة بمتوسط كثافة قدره 190 لكل كيلومتر مربع (492.1/ميل2).
وتوزع التركيب العرقي للمدينة بنسبة 31.22% من البيض و66.29% من الأمريكيين الأفارقة و0.17% من الأمريكيين الأصليين و0.91% من الأمريكيين ذوي الأصول الآسيوية و0.05% من سكان جزر المحيط الهادئ و0.53% من الأعراق الأخرى و0.82% من عرقين مختلطين أو أكثر و1.41% من الهسبانيون أو اللاتينيون من أي عرق.
بلغ عدد الأسر 5,073 أسرة كانت نسبة 36.3% منها لديها أطفال تحت سن الثامنة عشر تعيش معهم، وبلغت نسبة الأزواج القاطنين مع بعضهم البعض 29% من أصل المجموع الكلي للأسر، ونسبة 27.8% من الأسر كان لديها معيلات من الإناث دون وجود شريك،  بينما كانت نسبة 5.5% من الأسر لديها معيلون من الذكور دون وجود شريكة وكانت نسبة 37.7% من غير العائلات. تألفت نسبة 34.4% من أصل جميع الأسر من عدة أفراد يعيشون في نفس المنزل ونسبة 13.9% كانت تتألف من شخص يعيش بمفرده يبلغ من العمر 65 عاماً أو أكثر. وبلغ متوسط حجم الأسرة المعيشية 2.46، أما متوسط حجم العائلات فبلغ 3.16.
بلغ العمر الوسطي للسكان 34.6 عاماً. وكانت نسبة 28.6% من القاطنين تحت سن الثامنة عشر، وكانت نسبة 8.6% بين الثامنة عشر والرابعة والعشرين عاماً، ونسبة 23.8% كانت واقعةً في الفئة العمرية ما بين الخامسة والعشرين والرابعة والأربعين عاماً، ونسبة 23.9% كانت ما بين الخامسة والأربعين والرابعة والستين، ونسبة 15% كانت ضمن فئة الخامسة والستين عاماً فما فوق. وتوزع التركيب الجنسي للسكان بنسبة 45.4% ذكور و54.6% إناث.

## أعلام
- جارود دايسون
- هيو إل. وايت
- راي جي
- براندي نوروود
- بريتني سبيرز
- بوكي مور
- جيمي لين سبيرز